# گونسالو رودریگس لافورا
گونسالو رودریگس لافورا (اسپانیایی: Gonzalo Rodríguez Lafora‎؛ ۲۵ ژوئیه ۱۸۸۶ – ۲۷ دسامبر ۱۹۷۱) متخصص مغز و اعصاب و روان‌پزشک اهل اسپانیا بود.
شهرت او به سبب توصیف اجسام انکلوزیونی درون‌سیتوپلاسمی در بیماری لافورا است. او از شاگردان سانتیاگو رامون کاخال بود و در حدود ۲۰۰ مقالهٔ پژوهشی در زمینه‌های عصب‌شناسی، روان‌پزشکی و آسیب‌شناسی اعصاب تألیف و منتشر کرد.